# سوجورنر
سوجورنر هي مركبة روبوتية هبطت على المريخ في 4 يوليو 1997 في منطقة أريس فاليس. تُعتبر أول مركبة متجولة ذات عجلات تهبط على كوكب آخر، وقد كانت جزءًا من مهمة مارس باثفاينر. زُودت المركبة بكاميرات أمامية وخلفية وأجهزة لإجراء العديد من التجارب العلمية. صُممت سوجورنر للقيام بمهمةٍ لمدة 7 أيام مريخية، مع إمكانية تمديدها إلى 30 يومًا مريخيًا، لكنها استمرت بالعمل لمدة 83 يومًا مريخيًا (85 يومًا أرضيًا). تواصلت المركبة المتجولة مع الأرض عبر محطة باثفايندر الرئيسية، التي أجرت آخر اتصال لها مع الأرض في الساعة 3:23 صباحًا بتوقيت منطقة المحيط الهادئ في 27 سبتمبر 1997. كانت تلك نهاية مهمة سوجورنر أيضًا. قطعت سوجورنر مسافةً إجمالية تزيد قليلًا عن 100 متر (330 قدمًا) بحلول وقت فقدان الاتصال. صدرت أوامر تقضي ببقاء المركبة ثابتةً حتى 5 أكتوبر 1997 (اليوم المريخي 91) لتتحرك بعد ذلك حول مركبة الهبوط.

## نظرة عامة
اختير اسم المركبة المتجولة في مسابقة لكتابة مقال فازت بها فاليري أمبرواز، البالغة من العمر 12 عامًا من ولاية كونيتيكت الأمريكية. سُميت نسبةً إلى الناشطة في مجال إلغاء العبودية وحقوق المرأة، سوجورنر تروث. فازت ديبتي روهاتجي، البالغة من العمر 18 عاما، من روكفيل، بالمركز الثاني، إذ اقترحت اسم ماري كوري، عالمة الكيمياء البولندية الحائزة على جائزة نوبل. فاز آدم شيدي، البالغ من العمر 16 عامًا، من راوند روك، تكساس، بالمركز الثالث، إذ اقترح اسم جوديث ريسنيك، رائدة فضاء أمريكية وإحدى أعضاء مكوك تشالينجر الذي انفجر عام 1986 موديًا بحياة طاقمه. عُرفت المركبة المتجولة أيضًا باسم تجربة طيران المركبة المتجولة الميكروية (إم إف إي إكس).
زُودت سوجورن بألواح شمسية وبطارية غير قابلة لإعادة الشحن، ما سمح لها بالقيام بعمليات ليلية محدودة. بمجرد نفاد البطاريات، تمكنت المركبة من العمل خلال النهار فقط. البطاريات هي من نوع كلوريد الليثيوم ثيونيل (LiSOCl2) ويمكن أن توفر طاقة تعادل 150 واط ساعة. سمحت البطاريات أيضًا بفحص حالة المركبة المتجولة أثناء تواجدها داخل مرحلة الرحلة في طريقها إلى المريخ.
أنتج 0.22 متر مربع من الخلايا الشمسية نحو 15 واط كحد أقصى على المريخ، حسب الظروف هناك. كانت الخلايا الشمسية من نوع GaAs/Ge (زرنيخيد الغاليوم/الجرمانيوم) وكانت قادرةً على العمل بكفاءة 18% تقريبًا. تمكنت البطارية من الصمود حتى 140 درجة مئوية تحت الصفر (-220 فهرنهايت).
وحدة المعالجة المركزية (سي بي يو) الخاصة بالمركبة هو 80 سي 84 مع معدل ساعة يساوي 2 ميجا هرتز، وذاكرة تساوي 64 كيلو بايت. زُودت بأربعة مخازن للذاكرة، 64 كيلوبايت من ذاكرة الوصول العشوائية (رام) للمعالج الرئيسي (صُنعت من قبل شركة آي بي إم)، و16 كيلو بايت من ذاكرة القراءة فقط القابلة للبرمجة (بّي روم) المقاومة للإشعاع (صُنعت من قبل شركة هاريس)، و176 كيلو بايت من ذاكرة التخزين غير المتطاير (صُنعت من قبل شركة سييك للتكنولوجيا)، و512 كيلو بايت من بيانات التخزين المؤقتة (صُنعت من قبل شركة ميكرون). وُضعت الإلكترونيات داخل صندوق الإلكترونيات الدافئ داخل المركبة المتجولة.
تواصلت سوجورنر مع محطتها الأساسية باستخدام موديم راديو بمعدل رموز يساوي 9600 بود، على الرغم من أن بروتوكولات التحقق من الأخطاء حدت من الاتصالات بمعدل بيانات وظيفي يبلغ 2400 بود بنطاق نظري يبلغ نحو نصف كيلومتر. في ظل التشغيل العادي، كانت تُرسل بشكل دوري رسالة «نبضة قلب» إلى مركبة الهبوط. إذا لم يُرسل أي رد، كان يمكن للمركبة المتجولة العودة بشكل مستقل إلى موقع تلقيها لآخر نبضة قلب. كان من الممكن استخدام هذه الاستراتيجية لتوسيع النطاق التشغيلي للمركبة عن عمد إلى ما بعد نطاق جهاز الإرسال والاستقبال الراديوي، على الرغم من أن المركبة المتجولة نادرًا ما تحركت لمسافة تزيد عن 10 أمتار من باثفايندر خلال مهمتها.

## وصلات خارجية
- الموقع الرسمي